# Bischwihr
Bischwihr je občina v departmaju Haut-Rhin francoske regije Alzacija.
Leta 2012 je v občini živela 1.001 oseba oz. 310 oseb/km².